# 南枝拳
南枝拳，廣東拳術，為中國武術流派之一，屬於少林寺南拳分支，是廣東非物質文化遺產。

## 源流
南枝拳是由清朝广东海丰縣人陈南枝所创，他融合家传武学与福建南少林绝技而自成流派。现主要分布于揭阳市榕城区及周边的汕头、汕尾、潮州、揭东和揭西等地，并随着拳师迁徙侨居而在海外生根开花，影响遍及港台、马来西亚等东南亚以及英国、美国等国家和地区。

## 介紹
南枝拳拳式要求头正、身正、手正、步正，手脚运动变化以圆弧为主，顺遂连贯无涩滞僵直之态。主要手型有平椎拳、凤眼拳、桥手、鹰爪手、虎爪、金刚指（单指）、金剪指（双指）；主要步法以马步为主，有案脚（虚步）、弓步、盖步、插脚（交叉步）、磕脚（类似半跪步）等，强调虚实轻重的配合，其中响马（震脚发劲）击撞封锁敌手下架是南枝拳的一大特色。
南枝拳的技理技法主要表现在：重门户、子午正，四平马正、拿钹手居中护中，抡中步走小门，侧身进退较多；以桥手摆桩前置，根据情势变化压、切、截、缠、摔等，全身六节（肩、肘、腕、胯、膝、踝），曲扣以护各部位；强调乘势，阳手入、阴手出，远则直臂推击，近则撞节（肘法），挑、摔、顶、靠，运用头、肩、背、胸、腹、胯，周身击敌。

## 套路
南枝拳套路主要分徒手拳、长器械、短器械三大项，其中，以徒手拳最具影响。徒手套路包括势步、利刀削竹、十家步、龙车水、倍午、云肩、连人带马、三角、曾字跳、涂虱出洞、乌鸦展翅、百鸟朝凰、白鹤踏虾、中拳、穿针、六丁六甲等。长器械套路有眉头棍、砻心棍、三脚虎棍、虎尾轮棍、掘田戽水棍、双头棍、八卦棍、七星棍、青龙大刀、梅花枪、三股叉等；短器械套路有八仙剑、八卦双剑、杀手双剑、柳叶单刀、八卦锏、杀手锏、太祖下山双刀、蝴蝶双刀等；此外，还有板凳及铜钩、铁笔、铁拳头、飞镖、毒砂等特殊套路，以及徒手对打、徒手对刀、双锏对枪、三股叉对“嗒仔”、板凳对棍等对打套路。

## 來源
1. 1 2 3  .   [2022-12-24]. （原始内容存档于2022-12-24）.